# Biagio Nardi
Biagio Nardi (Apella di Licciana, 3 febbraio 1768 – Corfù, 26 luglio 1835) è stato un avvocato e patriota italiano.

## Biografia
Indotto dal padre, dopo tre anni di università a Parma fu ordinato sacerdote nel 1790, esercitando il ministero ad Apella, a Firenze e infine a Correggio, dove fu anche maestro elementare. In coincidenza con la venuta delle armate francesi, nel 1796 lasciò lo stato ecclesiastico e riprese gli studi all'Università di Modena, in breve tempo addottorandosi in giurisprudenza.
A Modena iniziò la professione di avvocato, riscuotendo rapidamente successo. Il 16 settembre 1802 sposò Maria Balugani, attrice teatrale, ed ebbero sei figli.
Fu tra i promotori dei moti di Modena del 1831. Il governo provvisorio, nel proclamare la decadenza della casata ducale il 9 febbraio, gli attribuì il titolo di dittatore di Modena, in attesa di una forma di governo più definita. Tentò di unire Modena e Reggio Emilia sotto un medesimo governo di liberazione.
Il fallimento del colpo di stato già nel marzo lo costrinse a spostarsi prima a Bologna, poi ad Ancona e finalmente, ad aprile, a Corfù, isola sotto controllo britannico. Da lì, grazie all'amico conte Luigi Maineri, direttore e ispettore generale delle poste ducali, riuscì a tenere corrispondenza con la famiglia. Rivolse al duca Francesco IV domanda di grazia, motivandola con il fatto che la propria condotta moderata e prudente avrebbe evitato l'ulteriore precipitare della situazione, ma venne respinta e fu sottoposto a giudizio. Negli anni successivi sondò la possibilità di stabilirsi nel Granducato di Toscana o nello Stato pontificio, ma dovette rassegnarsi a rimanere a Corfù. Lì morì il 27 luglio 1835.
Il giudizio della commissione militare stataria di Modena fu emesso il 6 giugno 1837: Nardi fu condannato alla pena dell'impiccagione da eseguirsi in effigie e alla confisca dei beni. La sentenza non fu però eseguita, come disposto con rescritto ducale del 12 giugno successivo.
Suo nipote Anacarsi Nardi fu attivo partecipante ai primi moti risorgimentali preunitari.
Nel 1933 il cognome suo e del nipote fu aggiunto al nome del nativo comune di Licciana.